# Ansa
Ansa, bürgerlicher Name Martin Kühne, ist ein österreichischer Rapper. Er war von 2006 bis 2017 Mitglied der Hip-Hop-Gruppe Die Vamummtn. 2011 erschien das Album Niedaschlog, das er gemeinsam mit dem Rapper MOZ aufgenommen hatte, und stieg in die Ö3 Austria Top 40 ein. 2014 veröffentlichte er sein erstes Soloalbum „Ansa unta Millionan“, mit dem er Platz zwei in den österreichischen Charts erreichte. 2017 trennten sich Die Vamummten und Ansa setzt seine Solokarriere fort.

## Diskografie
Alben
- 2011: Niedaschlog (mit MOZ; Twomorrow/Rebeat)
- 2014: Ansa unta Millionan (Irievibrations/Groove Attack)
- 2015: Jägiritter
- 2017: Therapie Sieben
- 2019: Blockbuster
- 2019: Jimmy Lässig
- 2021: Liebe/Hass/Segen/Fluch
- 2022: Bombe Oida (feat. Emir)

Mixtapes
- 2013: A Wos! (mit Sunny Brown)

Singles und EPs
- 2014: Lalala nana (Illusion) (Irievibrations)
- 2014: Russisch Roulette Drangla Edition (mit Sunny)
- 2017: Lieblingslied